# Adrian Grabe
Adrian Grabe (* 5. Februar 1985) ist ein deutsch-schweizerischer Filmproduzent. Er ist Mitgründer und seit Ende 2020 Vorstandsvorsitzender sowie Partner der Produktions- und Investmentgesellschaft  Jumpy Cow Pictures AG mit Sitz in Zürich.

## Leben und Karriere
Seit 2020 ist Grabe massgeblich in der internationalen Filmproduktionsszene tätig. Gemeinsam mit Daniel Fluri gründete er im selben Jahr die Jumpy Cow Pictures AG, eine in der Schweiz ansässige Firma, die sich auf die Verbindung kreativer Filmschaffender mit privaten und institutionellen Investoren spezialisiert hat. Die Firma richtet sich dabei unter anderem an Schweizer Privatanleger, Asset Manager und Family Offices und ermöglicht diesen die Partizipation an international ausgerichteten, kommerziellen Filmprojekten.

## Produktionen
Adrian Grabe war an mehreren internationalen Filmproduktionen beteiligt. Zu den Projekten, an denen Jumpy Cow Pictures mitgewirkt hat, zählen unter anderem In the Land of Saints and Sinners, Better Man und Lucca Mortis.
Einige dieser Produktionen feierten ihre Premiere bei  Festivals wie den Internationalen Filmfestspielen von Venedig  oder dem  Toronto International Film Festival (TIFF).

## Privates
Adrian Grabe lebt und arbeitet in Zürich, Schweiz.